# Knoet VI van Denemarken
Knoet VI (1162 — 12 november 1202), de twee koningen genaamd Hardeknoet niet meegerekend ook wel Knoet IV genoemd, was koning van Denemarken van 1182 tot 1202.
Hij was de oudste zoon van koning Waldemar I en Sophia van Minsk. Bij zijn aantreden raadde Absalon, de machtige bisschop en vriend van zijn vader, Knoet aan om geen hernieuwde eed van trouw aan Frederik Barbarossa te zweren.
Knoet voegde Pommeren aan Denemarken toe en leidde in 1197 een kruistocht naar Estland. Men vraagt zich af hoeveel persoonlijke invloed Knoet had op zijn regering, omdat bisschop Absalon veel invloed had. Over het algemeen wordt aangenomen dat hij het gewoon eens was met het beleid van de bisschop. Knoet wordt door tijdgenoten beschreven als een gelovig en eerlijk man.
Zijn vrouw was Gertrude van Beieren, dochter van Hendrik de Leeuw, hertog van Saksen. Omdat dit huwelijk kinderloos bleef werd Knoets broer Waldemar de nieuwe koning.

## Voorouders
| Voorouders van Knoet VI van Denemarken (1162-1202) | Voorouders van Knoet VI van Denemarken (1162-1202)                       | Voorouders van Knoet VI van Denemarken (1162-1202)                       | Voorouders van Knoet VI van Denemarken (1162-1202)                   | Voorouders van Knoet VI van Denemarken (1162-1202)                   | Voorouders van Knoet VI van Denemarken (1162-1202)                   | Voorouders van Knoet VI van Denemarken (1162-1202)                   | Voorouders van Knoet VI van Denemarken (1162-1202)                             | Voorouders van Knoet VI van Denemarken (1162-1202)                             |
| -------------------------------------------------- | ------------------------------------------------------------------------ | ------------------------------------------------------------------------ | -------------------------------------------------------------------- | -------------------------------------------------------------------- | -------------------------------------------------------------------- | -------------------------------------------------------------------- | ------------------------------------------------------------------------------ | ------------------------------------------------------------------------------ |
| Overgrootouders                                    | Erik I van Denemarken (1070-1103) ∞ Boedil Thurgotsdatter (+/-1070-1103) | Erik I van Denemarken (1070-1103) ∞ Boedil Thurgotsdatter (+/-1070-1103) | Mstislav I (1076-1132) ∞ Kristina van Zweden (1075-1122)             | Mstislav I (1076-1132) ∞ Kristina van Zweden (1075-1122)             | Gleb Vseslavitsj (1070–1119) ∞ Anastasia Jaropolkovna (1074-1159)    | Gleb Vseslavitsj (1070–1119) ∞ Anastasia Jaropolkovna (1074-1159)    | Bolesław III van Polen (1086-1138) ∞ Salomea van Berg-Schelklingen (1101–1141) | Bolesław III van Polen (1086-1138) ∞ Salomea van Berg-Schelklingen (1101–1141) |
| Grootouders                                        | Knoet Lavard (1096-1131) ∞ Ingeborg van Kiev (-1131)                     | Knoet Lavard (1096-1131) ∞ Ingeborg van Kiev (-1131)                     | Knoet Lavard (1096-1131) ∞ Ingeborg van Kiev (-1131)                 | Knoet Lavard (1096-1131) ∞ Ingeborg van Kiev (-1131)                 | Volodar Gļebovič (1115-na 1186) ∞ Rikissa van Polen (1116-1156)      | Volodar Gļebovič (1115-na 1186) ∞ Rikissa van Polen (1116-1156)      | Volodar Gļebovič (1115-na 1186) ∞ Rikissa van Polen (1116-1156)                | Volodar Gļebovič (1115-na 1186) ∞ Rikissa van Polen (1116-1156)                |
| Ouders                                             | Waldemar I van Denemarken (1131–1182) ∞ Sophia van Minsk (1141-1198)     | Waldemar I van Denemarken (1131–1182) ∞ Sophia van Minsk (1141-1198)     | Waldemar I van Denemarken (1131–1182) ∞ Sophia van Minsk (1141-1198) | Waldemar I van Denemarken (1131–1182) ∞ Sophia van Minsk (1141-1198) | Waldemar I van Denemarken (1131–1182) ∞ Sophia van Minsk (1141-1198) | Waldemar I van Denemarken (1131–1182) ∞ Sophia van Minsk (1141-1198) | Waldemar I van Denemarken (1131–1182) ∞ Sophia van Minsk (1141-1198)           | Waldemar I van Denemarken (1131–1182) ∞ Sophia van Minsk (1141-1198)           |

Gorm · Harald I · Sven I · Harald II · Knoet II · Knoet III · Magnus I · Sven II · Harald III · Knoet IV · Olaf I · Erik I · Niels · Erik II · Erik III · Sven III · Knoet V · Waldemar I · Knoet VI · Waldemar II · Erik IV · Abel · Christoffel I · Erik V · Erik VI · Christoffel II · Waldemar III · Christoffel II · Waldemar IV · Olaf II · Margaretha I · Erik VII · Christoffel III · Christiaan I · Johan · Christiaan II · Frederik I · Christiaan III · Frederik II · Christiaan IV · Frederik III · Christiaan V · Frederik IV · Christiaan VI · Frederik V · Christiaan VII · Frederik VI · Christiaan VIII · Frederik VII · Christiaan IX · Frederik VIII · Christiaan X · Frederik IX · Margrethe II · Frederik X
- Gemeinsame Normdatei: 1013328744
- Virtual International Authority File: 173605706
- WorldCat: E39PBJtmvyKPWC4cbBqhrd7PwC